# (19188) Dittebesard
(19188) Dittebesard est un astéroïde de la ceinture principale.

## Description
(19188) Dittebesard est un astéroïde de la ceinture principale. Il fut découvert le 30 décembre 1991 à l'Observatoire de Haute-Provence par Eric Walter Elst. Il présente une orbite caractérisée par un demi-grand axe de 2,70 UA, une excentricité de 0,18 et une inclinaison de 11,7° par rapport à l'écliptique.

## Compléments